# Jadalathimmanahalli, Chik Ballapur
Jadalathimmanahalli là một làng thuộc tehsil Chik Ballapur, huyện Kolar, bang Karnataka, Ấn Độ.